# Стівен Куейл
Стівен Куейл (англ. Steven Quale) — американський кінорежисер. Знімав короткометражні та документальні фільми, також був другим режисером на зйомках Титаніка і Аватара. Перший повнометражний фільм — Пункт призначення 5.

## Фільмографія

### Режисер
- 1988 : англ. Darkness
- 2002 : англ. Superfire
- 2005 : англ. Aliens of the Deep
- 2011 : Пункт призначення 5
- 2014 : Шторму назустріч

### Другий режисер
- 1997 : Титанік
- 2009 : Аватар

### Фахівець зі спецефектів
- 2009 : Аватар